# 国分胤輔
国分 胤輔（こくぶん たねすけ、正和2年（1313年）? - 天授6年/康暦2年6月5日（1380年7月7日）?）は、日本の室町時代に陸奥国宮城郡にいたとされる武士である。陸奥国の国分氏第7世の当主とされるが、実在しない可能性もある。
国分氏は南北朝時代から戦国時代末まで宮城郡南部を領した一族である。胤輔の名は、江戸時代に佐久間義和が編纂した「平姓国分氏系図」にのみ現れる。系図によれば、父は国分盛胤、母は岩城常隆の女。弟に盛光、盛長、盛賢がいた。姉妹が2人いて、それぞれ留守家明と柴田広隆の妻になった。二階堂顕親の女を娶ったが、子がなかったため、建武2年（1335年）4月に結城親光の次男を養子にして国分胤親とした。
彦次郎を名乗り、官位として従五位下、美濃守、右京亮を称した。延元年中（1336年から1339年）に足利尊氏の下で軍忠を致し、延文元年（1356年）に鎌倉公方足利基氏に近侍した。文和4年（1355年）3月、黒川郡の領主明石高宗が兵を起こしたとき、奥州探題吉良貞家の命を受けて高宗を斬る大功をあげた。しかしこのとき養子の胤親が戦死した。その4月に胤親の子の国分胤経に後を継がせ、康暦2年（1380年）6月5日に年68で死んだという。
胤輔の名は他の史料に見えないので、どれだけ事実を伝えるものかは不明である。他の史料からは国分淡路守なる人物が文和2年（1353年）に活動し、貞治2年（1363年）までに没落したことがうかがい知れるのだが、胤輔は美濃守であるし、その伝に没落を匂わせるものはない。系図では、弟の盛賢が康永元年（1342年）2月に国分の家臣朴沢氏の養子になったとされるが、当時大河戸氏（朴沢氏）は南朝にくみしており、国分氏の臣ではない。系図の詳細な記述が実を伴っていないということであり、胤輔は後世作られた可能性がある。